# Iridopsis superscripta
Iridopsis superscripta là một loài bướm đêm trong họ Geometridae.